# Tio Hugo
Tio Hugo este un oraș în Rio Grande do Sul (RS), Brazilia.